# مرداک ۹۱۳۸
سیارک ۹۱۳۸ (به انگلیسی: 9138 Murdoch، نامگذاری:2280T-2) نه هزار و صد و سی و هشتمین سیارک کشف شده‌است که در ۲۹ سپتامبر ۱۹۷۳ کشف شد.
قدر مطلق سیارک برابر ۱۴٫۷۰ است.